# Jujutsu Kaisen 0 (film)
Pour plus de détails, voir Fiche technique et Distribution.
Jujutsu Kaisen 0 (劇場版 呪術廻戦 0, Gekijōban Jujutsu Kaisen 0) est un film japonais réalisé par Park Seong-hu, sorti en 2021. Il s'agit de l'adaptation du prologue du manga Jujutsu Kaisen.

## Synopsis
Yuta Okkotsu, 16 ans, est hanté par un fléau : un esprit dangereux s'en prenant à quiconque voudrait lui nuire. La créature est en fait le fantôme de son amie d'enfance, Rika, morte prématurément dans un accident.
Après que Rika a une fois de plus réagit violemment pour protéger Yuta de harceleurs, le garçon est récupéré par Satoru Gojo, professeur à l'école d'exorcisme de Tokyo. Celui-ci est décidé à lui apprendre à contrôler le fléau qui le hante et à maîtriser l'énergie occulte pour en faire un exorciste… 

## Fiche technique
- Titre : Jujutsu Kaisen 0
- Titre original : 劇場版 呪術廻戦 0 (Gekijōban Jujutsu Kaisen 0)
- Réalisation : Park Seong-hu
- Scénario : Hiroshi Seko d'après le manga Jujutsu Kaisen de Gege Akutami
- Musique : Alisa Okehazama, Yoshimasa Terui et Hiroaki Tsutsumi
- Photographie : Teppei Ito
- Société de production : Tōhō Animation
- Société de distribution : CGR Events (France)
- Pays :  Japon
- Genre : Animation, action et fantastique
- Durée : 105 minutes
- Dates de sortie : 
  -  Japon : 24 décembre 2021
  -  France : 16 mars 2022

## Doublage

### Voix originales
- Chinatsu Akasaki : Kasumi Miwa
- Aya Endō : Shoko Ieiri
- Kana Hanazawa : Rika Orimoto
- Shō Hayami : Raru
- Yu Hayashi : Takuma Ino
- Satoshi Hino : Noritoshi Kamo
- Marina Inoue : Mai Zen'in
- Shizuka Itō : Manami Suda
- Mitsuo Iwata : Kiyotaka Ijichi
- Subaru Kimura : Aoi Todo
- Mikako Komatsu : Maki Zen'in
- Rie Kugimiya : Momo Nishimiya
- Takaya Kuroda : Masamichi Yaga
- Risae Matsuda : Mimiko Hasaba
- Satsumi Matsuda : Nanako Hasaba
- Yoshitsugu Matsuoka : Ultimate Mechamaru
- Shin'ichirō Miki : Atsuya Kusakabe
- Kotono Mitsuishi : Mei Mei
- Yûichi Nakamura : Satoru Gojo
- Megumi Ogata : Yuta Okkotsu
- Takahiro Sakurai : Suguru Geto
- Tomokazu Seki : Panda
- Sora Tokui : Akari Nitta
- Kenjirō Tsuda : Kento Nanami
- Kōki Uchiyama : Toge Inumaki
- Kōichi Yamadera : Miguel
- Junya Enoki : Itadori

### Voix françaises
- Alexandre Nguyen : Yuta Okkotsu
- Alice Orsat : Rika Orimoto
- Mark Lesser : Satoru Gojo
- Martial Le Minoux : Suguru Geto
- Audrey Sourdive : Maki Zen'in
- Jérémie Bédrune : Panda
- Arnaud Laurent : Toge Inumaki
- Constantin Pappas : Kento Nanami
- Sophie Planet : Mei Mei
- Frantz Confiac : Miguel
- Frédéric Souterelle : Masamichi Yaga
- Alexandre Gillet : Noritoshi Kamo
- Bérangère Rochet : Mai Zen'in
- Valérie Bachère : Momo Nishimiya
- Cindy Lemineur : Miwa Kasumi
- Jérémy Zylberberg : Aoi Todo
- Pascal Grull : Mechamaru
- Jean-Pierre Leblan : Ino Takuma
- Lou Viguier : Nanako
- Rune Carmes : Mimiko, Yuta Okkotsu (enfant)
- Marie Nonnenmacher : Shoko Ieiri
- Françoise Cadol : Suda
- Diane Kristanek : Akari Nitta
- Olivier Cordina : Kusakabe
- Yann Pichon : Kanemori
- Laurent Blanpain : Larue
- Brigitte Lecordier, Estelle Darazi, Mélanie Anne, Maxime Hoareau, Sébastien Minéo, Benoît Fort-Junca : voix additionnelles

## Accueil
Le film a reçu un accueil favorable de la critique. Il obtient un score moyen de 72 % sur Metacritic. Il s'agit également du septième film d'animation le plus lucratif dans le monde, sans ajustement de l'inflation.
Au total, le film génère un bénéfice total de 13,75 milliards de yens en 157 jours de projection au Japon, ce qui en fait à ce moment le 14e film le plus lucratif de tous les temps du pays